# CFU-GEMM
CFU-GEMM은 골수성 세포(myeloid cell)를 생성하는 콜로니 형성 단위(colony forming unit)이다. CFU-GEMM 세포는 골수 세포의 올리고전위 전구세포(progenitor cell, 기원세포)이다. 따라서 공통 골수 전구세포(common myeloid progenitor, 공통 골수 기원세포) 또는 골수 줄기 세포(myeloid stem cell)라고도 한다. "GEMM"은 과립구(granulocyte), 적혈구(erythrocyte), 단핵구(monocyte), 거핵구(megakaryocyte)를 의미한다.
공통 골수 전구세포(common myeloid progenitor, CMP)와 공통 림프구 전구세포(common lymphoid progenitor, CLP)는 혈액생성(hematopoiesis)에서 조혈모세포(hematocytoblast. 조혈줄기세포(hematopoietic stem cell)) 다음으로 나타나는 세포 분화의 첫 번째 분지이다.

## 같이 보기
- 단핵성 식세포계
- 골수성 조직